# Sacrificio di Ifigenia (Pompei)
Il Sacrificio di Ifigenia è un affresco rinvenuto nella casa del Poeta Tragico a Pompei e custodito all'interno del Museo archeologico nazionale di Napoli.

## Storia e descrizione
L'affresco fu dipinto in un periodo compreso tra il 45 e il 79 nel peristilio della casa del Poeta Tragico.
Si tratta di una pittura in quarto stile che raffigura l'episodio del sacrificio di Ifigenia: somigliante all'omonimo dipinto di Timante, soprattutto nella composizione e nella figura di Agamennone, presenta però notevoli differenze rispetto all'originale. Al centro della scena è raffigurata Ifigenia, coi capelli già tagliati, seminuda e con le braccia aperte a invocare aiuto, trascinata con forza da Ulisse, con la barba, sulla sinistra e Diomede o Achille sulla destra; nella raffigurazione manca l'altare del sacrificio. Ai lati della scena principale due personaggi, di dimensioni maggiori rispetto agli altri, ossia, sulla destra, Calcante, con la mano destra sul viso in segno di titubanza e gli attrezzi del sacrificio nella mano sinistra, e sulla sinistra Agamennone, avvolto interamente in un mantello, con il volto coperto dalla mano, come se fosse impossibile raffigurare il dolore dovuto dalla disperazione per la morte della figlia; accanto ad Agamennone una colonna su cui poggia una statuetta di Artemide e due cani o cervi. Nella parte superiore dell'affresco, dalle nuvole, fuoriescono due busti femminile: si tratta, sulla sinistra, di una musa che porta una cerva ad Artemide, sulla destra.